# Pararge interrupta
Pararge interrupta är en fjärilsart som beskrevs av Hans Fruhstorfer 1909. Pararge interrupta ingår i släktet Pararge och familjen praktfjärilar. Inga underarter finns listade i Catalogue of Life.